# بيتر كريستيانسن
بيتر كريستيانسن (بالدنماركية: Peter Christiansen)‏ هو مدرب كرة قدم ولاعب كرة قدم دنماركي، ولد في 30 يناير 1975. لعب مع نادي فايله. وهو كشاف حالي ووكيل يعمل كمدير رياضي في نادي كوبنهاجن لكرة القدم.

## النوادي
بدأ كريستيانسن مسيرته في نادي فيله، ثم انتقل بعد نجاحه إلى نادي كوبنهاغن في موسم 1999-2000.
في نهاية يناير 2008، أُعلن كريستيانسن تقاعده عن مسيرته الكروية بسبب إصابة في الركبة.

## التدريب
تم تعيينه كرئيس كشافة لفريق نادي راندرس في يناير 2008.  تمت ترقيته إلى منصب المدير الرياضي للنادي عام 2013.  في نهاية خريف عام 2015، اختار الاستقالة من وظيفته كمدير رياضي.
في 17 ديسمبر 2015، أُعلن أن نادي آرهوس جمناستيك فورينينغ قد عين كريستيانسن كرئيس كشافة جديد في مارس 2016. بعد ستة أشهر، في 6 ديسمبر 2016، تم تعيينه مديرًا رياضيًا للنادي.

## وصلات خارجية
- بيتر كريستيانسن على موقع قاعدة بيانات كرة القدم.إي يو (الإنجليزية)